# Cerro Chascos
Cerro Chascos är ett berg i Bolivia.   Det ligger i departementet Potosí, i den sydvästra delen av landet, 400 km sydväst om huvudstaden Sucre. Toppen på Cerro Chascos är 5 139 meter över havet.
Terrängen runt Cerro Chascos är huvudsakligen kuperad, men åt nordväst är den bergig. Trakten runt Cerro Chascos är nära nog obefolkad, med mindre än två invånare per kvadratkilometer.. 
Omgivningarna runt Cerro Chascos är i huvudsak ett öppet busklandskap.